# Madson Formagini Caridade
Madson Formagini Caridade, mais conhecido como Madson (Volta Redonda, 21 de maio de 1985), é um ex-futebolista brasileiro que atuava como meio-campista ou ponta. 
Em 2024, participou do reality show da RecordTV A Grande Conquista. 

## Carreira

### Volta Redonda
Natural de Volta Redonda, Madson iniciou sua trajetória no futebol ainda nas divisões de base do clube local.

### Vasco da Gama
Em 2005, chamou a atenção do Vasco, tendo sido contratado naquele mesmo ano para integrar a divisão de juniores cruzmaltina, sob o comando do experiente técnico Toninho Barroso, onde mudou o nome para "Madson" (no clube anterior era conhecido como "Micão"). Em São Januário, ele jogou, morou e estudou.
Na época, um meia-atacante extremamente habilidoso e veloz, acabou promovido aos profissionais em 2006, pelo então técnico Renato Gaúcho. Apesar de ter se tornado um verdadeiro xodó dos vascaínos, não conseguiu uma regularidade que lhe proporcionasse ser titular. Acabou perdendo ainda mais espaço na equipe com a saída de Renato Gaúcho e a chegada de Celso Roth para o comando do Vasco em 2007.

### Duque de Caxias
No meio do ano de 2007, o então meia Madson foi emprestado para o Duque de Caxias, time da Baixada Fluminense que, com o apoio financeiro do município e apoio técnico do Vasco, tentaria o acesso à elite do futebol do Rio de Janeiro. No time caxiense, fez ótimas apresentações, sendo destaque nos jogos que disputou. Logo na sua estreia, marcou o gol da classificação do time para a semifinal da Copa Rio de 2007, contra o Nova Iguaçu.
Ainda pelo Duque de Caxias, foi eleito o melhor jogador da Segunda Divisão do Campeonato Carioca de 2007 e conseguiu a promoção da equipe para a Primeira Divisão Carioca.
Em 2008, foi novamente emprestado à equipe da Baixada para a disputa do Campeonato Carioca.

### América de Natal
Ao final do Estadual de 2008, foi emprestado ao América-RN para a disputa da Série B do Campeonato Brasileiro. No entanto, a escassez de canhotos no elenco vascaíno levou o técnico Antônio Lopes a solicitar a reintegração de Madson ao Vasco. Assim, não duraria um mês sua estada em Natal.

### Retorno ao Vasco da Gama
Tão logo voltou a São Januário, assumiu a posição de ala-esquerda titular do time de Lopes. Isso porque o lateral esquerdo Calisto, contratado no início do ano junto ao Rubin Kazan da Rússia, não esteve bem nas partidas em que disputou, e o volante Pablo, que estava sendo improvisado na posição com boas atuações, era destro, o que dificultava o condicionamento do atleta na posição. Lopes justificou sua aposta em Madson nas principais características do canhoto: a velocidade, técnica e o bom passe do ex-meia, agora ala-esquerda.
Em maio de 2008, nas quartas de final da Copa do Brasil contra o Corinthians (AL), em São Januário, Madson reestreou pelo Vasco numa posição em que nunca jogara. Apesar disso, o jogador foi o responsável pelas principais jogadas ofensivas do time, atuando de forma despojada e com grande destaque. Diante da grande participação, foi efetivado como titular da equipe e bastante elogiado pelo técnico.
Com a ida de Morais para o Corinthians, surgiu uma nova oportunidade para Madson atuar na sua posição de origem, o meio-campo. Manteve o bom nível de atuações, sendo um dos destaques do Vasco na luta contra o rebaixamento. Ganhou da torcida o apelido de "Madshow". Naquele ano, o meia fez 34 jogos (30 no Brasileiro) e marcou oito gols.

### Santos
Após o Vasco ser rebaixado para a Série B do Campeonato Brasileiro, Madson acertou sua ida para o Santos — o contrato dele entrou em vigor no dia 2 de janeiro de 2009, um dia após o seu contrato com o Vasco expirar.
No Santos, Madson foi conquistando a torcida, com belas atuações. Por mostrar empenho, velocidade inacreditável, bons passes e belos gols, Madson se tornou uma das peças fundamentais da equipe. O jogador foi eleito por especialistas do Lance! como o "Craque do Paulistão de 2009". Em meados daquele ano, teve o contrato renovado e o salário aumentado.
A partir de 2010, se tornou normalmente reserva, mas, com um grande carinho dos torcedores, constantemente chamado de Madshow.

### Atlético Paranaense
No dia 3 de dezembro de 2010, Madson foi contratado por empréstimo pelo Atlético-PR para a temporada 2011. Com apenas algumas boas apresentações, irritou a diretoria com indisciplinas e foi dispensado em outubro.

### Al-Khor
No fim de 2011, o empresário Léo Rabello conseguiu um teste no Al-Khor do Qatar. Em dezembro de 2011, acertou com o clube inicialmente um contrato de cinco meses, porém ficou no clube até 2018.
Pelo clube, foi vice-campeão da Copa do Golfo, em 2012.
Em sua última temporada, marcou 10 gols em 19 partidas.

### Fortaleza
No dia 26 de dezembro de 2018, o Fortaleza anunciou a contratação do Madson por um ano. No clube, sofreu com lesões e excesso de peso.

### CSA
Após discussão interna no Tricolor Cearense, em março de 2019, Madson é anunciado como novo reforço do CSA até o fim da temporada por empréstimo.
Após um áudio vazado do técnico Argel Fuchs o criticando, em setembro de 2019, o dirigente Raimundo Tavares afirmou que Madson não está mais nos planos do CSA.

### São Caetano
Em fevereiro de 2020, foi anunciado pelo São Caetano, junto do seu antigo colega, o zagueiro Domingos.

## Estatísticas
Até 13 de outubro de 2016

### Clubes
| Clube               | Temporada         | Campeonato nacional | Campeonato nacional | Campeonato nacional | Copa nacional[a] | Copa nacional[a] | Copa nacional[a] | Competições continentais[b] | Competições continentais[b] | Competições continentais[b] | Outros torneios[c] | Outros torneios[c] | Outros torneios[c] | Total | Total | Total   |
| Clube               | Temporada         | Jogos               | Gols                | Assist.             | Jogos            | Gols             | Assist.          | Jogos                       | Gols                        | Assist.                     | Jogos              | Gols               | Assist.            | Jogos | Gols  | Assist. |
| ------------------- | ----------------- | ------------------- | ------------------- | ------------------- | ---------------- | ---------------- | ---------------- | --------------------------- | --------------------------- | --------------------------- | ------------------ | ------------------ | ------------------ | ----- | ----- | ------- |
| Volta Redonda       | 2005              | —                   | —                   | —                   | —                | —                | —                | —                           | —                           | —                           | 1                  | 0                  | 0                  | 1     | 0     | 0       |
| Volta Redonda       | Total             | 0                   | 0                   | 0                   | 0                | 0                | 0                | 0                           | 0                           | 0                           | 1                  | 0                  | 0                  | 1     | 0     | 0       |
| Vasco da Gama       | 2006              | 22                  | 1                   | 0                   | —                | —                | —                | —                           | —                           | —                           | —                  | —                  | —                  | 22    | 1     | 0       |
| Vasco da Gama       | Total             | 22                  | 1                   | 0                   | 0                | 0                | 0                | 0                           | 0                           | 0                           | 0                  | 0                  | 0                  | 22    | 1     | 0       |
| Duque de Caxias     | 2007              | —                   | —                   | —                   | —                | —                | —                | —                           | —                           | —                           | 0                  | 0                  | 0                  | 0     | 0     | 0       |
| Duque de Caxias     | 2008              | —                   | —                   | —                   | —                | —                | —                | —                           | —                           | —                           | 0                  | 0                  | 0                  | 0     | 0     | 0       |
| Duque de Caxias     | Total             | 0                   | 0                   | 0                   | 0                | 0                | 0                | 0                           | 0                           | 0                           | 0                  | 0                  | 0                  | 0     | 0     | 0       |
| América de Natal    | 2008              | 3                   | 2                   | 0                   | —                | —                | —                | —                           | —                           | —                           | —                  | —                  | —                  | 3     | 2     | 0       |
| América de Natal    | Total             | 3                   | 2                   | 0                   | 0                | 0                | 0                | 0                           | 0                           | 0                           | 0                  | 0                  | 0                  | 3     | 2     | 0       |
| Vasco da Gama       | 2008              | 30                  | 7                   | 4                   | —                | —                | —                | 2                           | 1                           | 1                           | —                  | —                  | —                  | 32    | 8     | 5       |
| Vasco da Gama       | Total             | 30                  | 7                   | 4                   | 0                | 0                | 0                | 2                           | 1                           | 1                           | 0                  | 0                  | 0                  | 32    | 8     | 5       |
| Santos              | 2009              | 37                  | 6                   | 9                   | —                | —                | —                | —                           | —                           | —                           | 21                 | 4                  | 0                  | 58    | 10    | 9       |
| Santos              | 2010              | 18                  | 2                   | 4                   | 6                | 2                | 0                | 2                           | 0                           | 0                           | 17                 | 1                  | 0                  | 43    | 5     | 4       |
| Santos              | Total             | 55                  | 8                   | 13                  | 6                | 2                | 0                | 2                           | 0                           | 0                           | 38                 | 5                  | 0                  | 101   | 15    | 13      |
| Atlético Paranaense | 2011              | 22                  | 2                   | 1                   | 6                | 0                | 0                | 1                           | 0                           | 0                           | 17                 | 9                  | 0                  | 46    | 11    | 1       |
| Atlético Paranaense | Total             | 22                  | 2                   | 1                   | 6                | 0                | 0                | 1                           | 0                           | 0                           | 17                 | 9                  | 0                  | 46    | 11    | 1       |
| Al-Khor             | 2011–12           | 8                   | 1                   | 0                   | —                | —                | —                | —                           | —                           | —                           | —                  | —                  | —                  | 8     | 1     | 0       |
| Al-Khor             | 2012–13           | 22                  | 5                   | 0                   | —                | —                | —                | —                           | —                           | —                           | —                  | —                  | —                  | 22    | 5     | 0       |
| Al-Khor             | 2013–14           | 26                  | 4                   | 0                   | 2                | 0                | 0                | —                           | —                           | —                           | —                  | —                  | —                  | 28    | 4     | 0       |
| Al-Khor             | 2014–15           | 19                  | 7                   | 0                   | —                | —                | —                | —                           | —                           | —                           | —                  | —                  | —                  | 19    | 7     | 0       |
| Al-Khor             | 2015–16           | 24                  | 9                   | 0                   | —                | —                | —                | —                           | —                           | —                           | —                  | —                  | —                  | 24    | 9     | 0       |
| Al-Khor             | 2016–17           | 3                   | 1                   | 1                   | —                | —                | —                | —                           | —                           | —                           | —                  | —                  | —                  | 3     | 1     | 1       |
| Al-Khor             | Total             | 102                 | 27                  | 1                   | 2                | 0                | 0                | 0                           | 0                           | 0                           | 0                  | 0                  | 0                  | 104   | 27    | 1       |
| Total na carreira   | Total na carreira | 234                 | 47                  | 19                  | 14               | 2                | 0                | 5                           | 1                           | 1                           | 56                 | 14                 | 0                  | 309   | 64    | 20      |

- a. ^ Jogos da Copa do Brasil e Stars Cup
- b. ^ Jogos da Copa Sul-Americana
- c. ^ Jogos do Campeonato Carioca, Copa Rio, Campeonato Paulista, Campeonato Paranaense e Amistoso

## Títulos
Volta Redonda
- Taça Guanabara: 2005

Santos
- Campeonato Paulista: 2010[37]
- Copa do Brasil: 2010[38]

São Caetano
- Campeonato Paulista de Futebol - Série A2: 2020